# Lambertseter
Lambertseter est un quartier de la banlieue de la ville d'Oslo, en Norvège, et fait partie de l'arrondissement de Nordstrand.
Le quartier a été édifié sur une courte période dès 1951 et constitue la première banlieue moderne d'Oslo. Une ligne de tramway a été construite pour desservir le quartier en 1957 et la ligne 4 du métro d'Oslo (Oslo T-bane) est venu s'y ajouter en 1966, avec la station Lambertseter (en).
Jusqu'au 1er janvier 2004, Lambertseter était également le nom d'un arrondissement d'Oslo.
Lambertseter dispose également d'un complexe sportif multi-usage, le Lambertseter stadion (no).